# Automatic Loveletter
Automatic Loveletter fue un grupo musical de rock estadounidense, con influencias acústicas. La banda se formó en Tampa, Florida en 2006, liderada por la vocalista y guitarrista Juliet Simms, su hermano mayor y el guitarrista Tommy Simms, el baterista Ryan Metcalf, y el bajista Clint Fowler.

## Historia

### Comienzos
Automatic Loveletter se formó en el año 2006 en Tampa, Florida con Juliet Simms en guitarra y voz, Daniel Currier en la batería y su hermano Tommy Simms en el bajo y la producción, con el bajista Sean Noll sentado en el estudio casero de Tommy en el área de Tampa Bay. La banda se llamaba en sus comienzos Stars and Scars y grabaron su primera canción de rock juntos en diciembre de 2005, escrita por la cantante Juliet Simms. También grabaron la canción Tin Lizzy, escrito por Tommy. 
La banda ganó gran popularidad sólo dos años después tocando en los festivales Bamboozle, Bamboozle Left y el Vans Warped Tour de 2008, con 10 millones de escuchas en Myspace y más de 300 shows en vivo.
Según palabras del diario LA Times: 

"Paramore es la atracción femenina del día aquí en el Bamboozle Left, pero Juliet Simms de Automatic Loveletter se defendió en el escenario del Nokia Ticket Rush. Vestida con una sudadera con capucha negra obligatoria y rasgueando una guitarra acústica, se lamentaba su camino a través de una división de conjunto frenética durante media hora por una balada acústica en solitario. Esta banda en un escenario principal va a recibir cartas de amor automáticas en camiones."

En 2007 firmaron con la productora Allison Hagendorf y pasaron a trabajar con la disquera Epic Records. Juliet pasó a formar parte de Automatic Loveletter mientras luchaba con Epic Records por los problemas del escándalo Payola de 2005, el cual provocó la caída de más de 70 bandas ese año. 
Con Allison como representante, Automatic Loveletter no cayó, pero solo pudo realizar la mitad de la gira del año siguiente, por lo cual produjeron una nueva versión de un EP para ayudar a financiar sus viajes. 

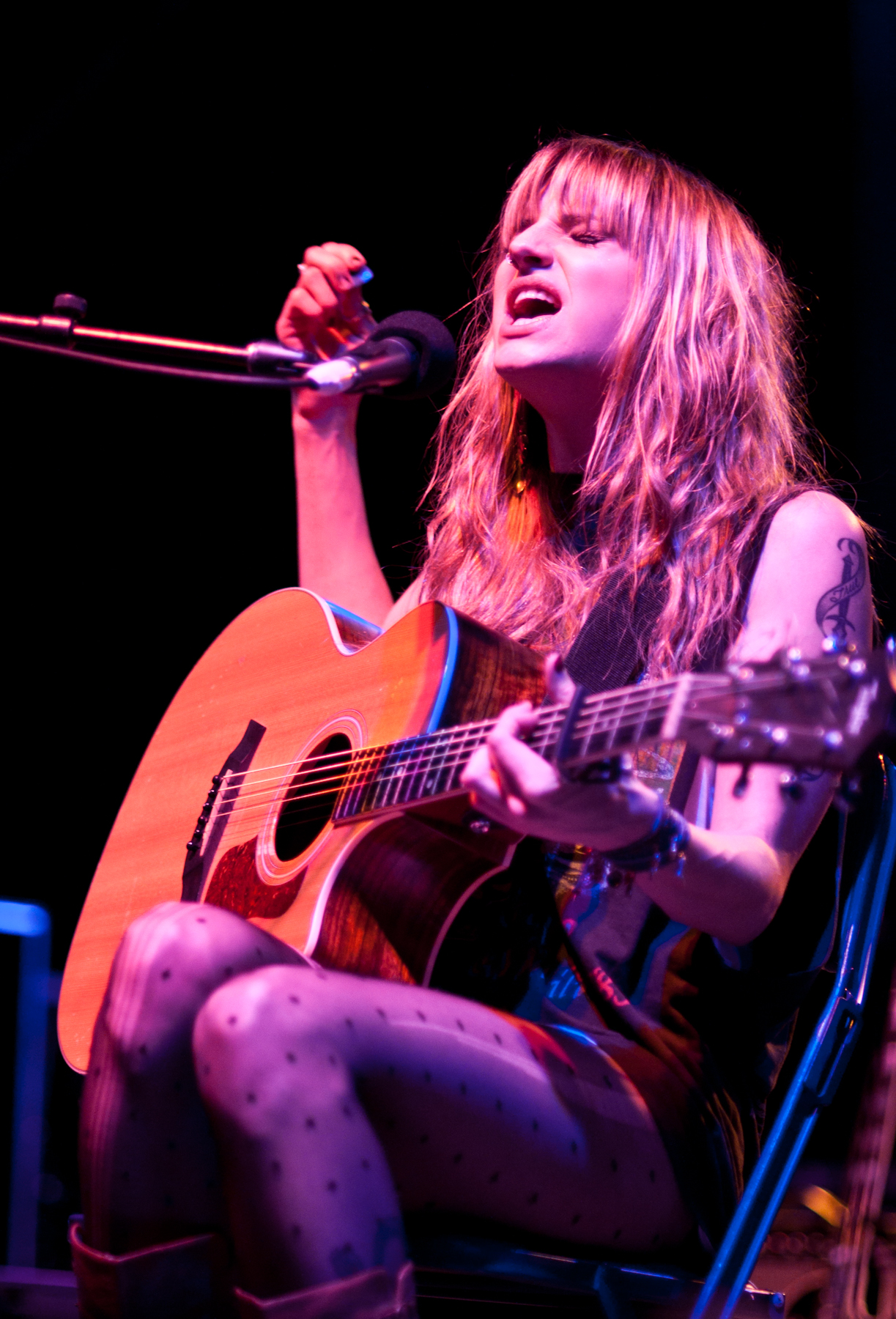
Juliet Simms en vivo, 2009

### Giras y primer álbum
Automatic Loveletter grabó su álbum en 2007 con el productor Matt Squire (Panic! at the Disco, Boys Like Girls, All Time Low, Cute is What We Aim For, The Cab, The Maine). 
"Él me retó y yo lo desafié," dijo Simms. "Me sentí muy cómoda y fue entonces cuando lo mejor de mí salió. Todo el tiempo estaba alegre y divertida y eso es lo que rock and roll está hace de mí -.. Tener un buen momento".
Daniel Currier y el guitarrista Joe Nelson tocaron durante la producción del álbum y Sean Noll se incorporó oficialmente justo antes de sus primeras giras juntos. A su vez, Tommy Simms tocaba de vez en cuando durante las giras con la banda para tocar la guitarra principal o la guitarra rítmica en las grandes salas y conciertos al aire libre.
Sin embargo, el álbum nunca fue lanzado plenamente, sin embargo temas como The Answer, Parker, August 28th 3:30, Hush y Make-Up Smeared Eyes fueron lanzados en un EP llamado Recover y vendidos a través de Hot Topic y descarga digital. 
Hasta antes de la gira en el Vans Warped Tour de 2008, Automatic Loveletter estuvo en los lugares #1 o #2 en la tabla de posiciones de Myspace durante 6 meses, llegando a 10 millones de escuchas y alcanzó el #2 en Smart Punk durante tres semanas consecutivas.

### Ruptura con Epic Records
Después de la gira que Epic Records estaba programado para lanzar el álbum Automatic Loveletter EP se les dijo que continuarían de gira y el entonces presidente Charlie Walk les pidió que escribieran música más optimista. En su lugar, Juliet presentó una de las canciones favoritas de los fanes Black Ink Revenge, que fue rechazada en varias ocasiones, para volver a escribir la canción My Goodbye uno de los temas de la próxima versión de Sony. 
Según palabras de Juliet Simms: 

"Yo había firmado con Epic Records por tres años y recorrer en los coches con mi banda provocó que se rompiera por completo y se sentía como si hubiera decepcionado a mis fans, a los que había prometido música para más de un año, así que me senté en mi habitación durante cuatro días de re-escritura y volví a presentar la canción como 5XS. Me gusta mucho My Goodbye, pero era el resultado de mucha presión y el deseo de tener un álbum lanzado. My Goodbye, The Day that Saved Us y Hush fueron lanzados rápidamente como otro homónimo EP justo antes del capítulo final con Epic Records cuando despidió a todos los miembros, excepto Currier antes de la primera gira y audiciones para los nuevos miembros, contratando a Jacob Fatoroochi, James Bowen y Wayne Miller, entonces en la mitad de la gira, fui llamada y la disquera me dijo que los fondos para la de la gira fueron retirados y debimos abandonarla. Automatic Loveletter continuó con éxitos taquilleros en Los Ángeles y San Francisco. Fue muy liberador. Después de llorar un par de horas, vi que tenía algunos de mis mejores espectáculos en esa gira."

### Firma con Sony BMG
Casi de inmediato, la banda fue recogida por Sony BMG y Juliet pidió escribir para un nuevo álbum producido por Josh Abraham (Weezer, 30 Seconds to Mars, Velvet Revolver).
Poco tiempo después de la separación de la banda de Epic, Juliet Simms pasó seis meses escribiendo y grabando demos para el nuevo álbum. Automatic Loveletter grabó su primer álbum de estudio, Truth or Dare y lo lanzó el 22 de junio de 2010, justo antes de salir al Vans Warped Tour de 2010, donde compartieron el escenario con bandas y artistas como The All-American Rejects, We The Kings y Alkaline Trio.
El 17 de febrero de 2010 lanzaron el primer sencillo de Truth or Dare, Heart Song, en su sitio en MySpace. La canción llegó a estar disponible para su descarga el 27 de abril en iTunes de Estados Unidos. Por último, en otoño del 2010 iniciaron una gira con la banda estadounidense de rock Valencia.
En junio de 2011, Automatic Loveletter anunció a través de su página web el lanzamiento de un nuevo EP, titulado And The Kids Will Take On Their Monsters, el cual será lanzado el 1 de julio de 2011.

## Significado del nombre
Antes de sus primeros conciertos grandes en los festivales de música de Bamboozle y Warped Tour, el nombre de la banda era Stars and Scars, pero luego cambiaron su nombre actual, Automatic Loveletter. 
La cantante Juliet Simms explicó el nuevo nombre, diciendo que ella piensa que sus letras se sienten como cartas de amor ("love letters"), pero al mismo tiempo son automáticas ("automatic") cuando las canciones suenan en un altavoz o en un estéreo.

## Discografía

### Álbumes de estudio
| 2010 | Truth or Dare - Fecha de lanzamiento: 22 de junio de 2010 - Sello: Sony                                    |  |  |  |
| 2011 | The Kids Will Take Their Monsters On - Fecha de lanzamiento: 28 de junio de 2011 - Sello: Paper + Plastick |  |  |  |

### EP
| 2007 | Recover EP - Fecha de lanzamiento: 4 de diciembre de 2007 - Sello: Epic Records                |  |  |  |
| 2008 | Recover EP (Hot Top Exclusive) - Fecha de lanzamiento: 6 de mayo de 2008 - Sello: Epic Records |  |  |  |
| 2008 | The Ghost We Carry Home - Fecha de lanzamiento: 16 de noviembre de 2008 - Sello: Epic Records  |  |  |  |
| 2009 | Automatic Loveletter EP - Fecha de lanzamiento: 3 de febrero de 2009 - Sello: Sony             |  |  |  |

### Sencillos
| Año  | Sencillo               | Posición | Posición | Posición | Álbum                                 |
| Año  | Sencillo               | US       | CAN      | UK       | Álbum                                 |
| ---- | ---------------------- | -------- | -------- | -------- | ------------------------------------- |
| 2006 | "Hush"                 | -        | -        | -        | Recover EP (and Hot Topic re-release) |
| 2007 | "Make-Up Smeared Eyes" | -        | -        | -        | Recover EP (and Hot Topic re-release) |
| 2008 | "Can't Move On"        | -        | -        | -        |                                       |
| 2010 | "Heart Song"           | -        | -        | -        | Truth or Dare                         |
| 2011 | "Story of My Life"     | -        | -        | -        |                                       |
| 2011 | "Fade Away"            | -        | -        | -        |                                       |

### Videoclips
| Año  | Título                | Álbum                   | Director     |
| ---- | --------------------- | ----------------------- | ------------ |
| 2006 | "Hush"                | Recover EP              | Luke Watson  |
| 2008 | "Makeup Smeared Eyes" | The Ghost We Carry Home | Juliet Simms |
| 2010 | "Heart Song"          | Truth or Dare           | Chad Feehan  |
| 2011 | "Story of My Life"    | Truth or Dare           | Ehashin      |

## Personal

### Miembros actuales
- Juliet Simms - vocales, guitarra, guitarra rítmica.
- Tommy Simms - guitarra, voz secundaria.
- Clint Fowler - bajo
- Ryan Metcalf- batería, percusión.

### Antiguos miembros
- Daniel Currier - batería
- Sean Noll - bajo